# Samisch parlement van Finland

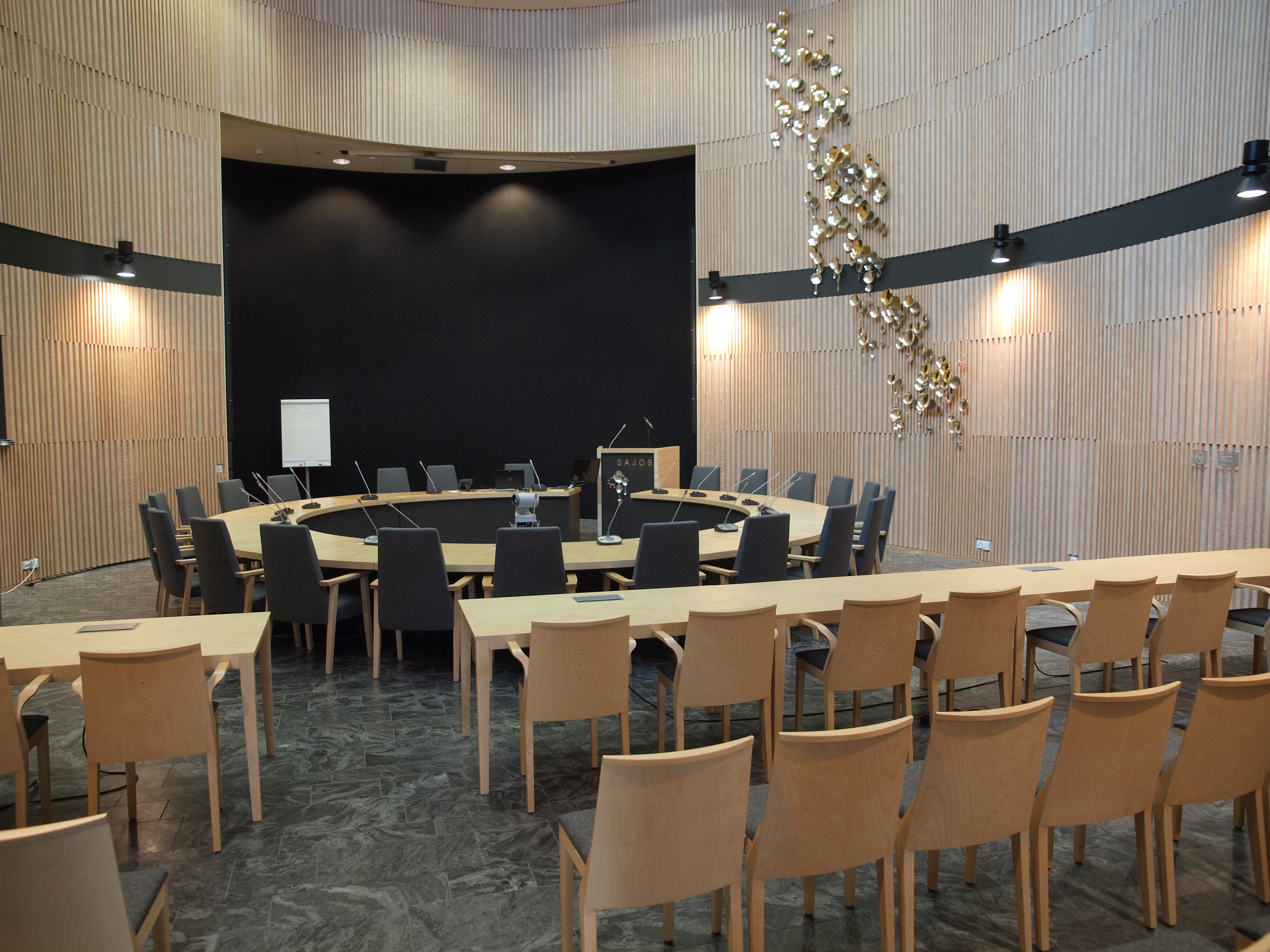
Parlementskamer

Het Samisch parlement van Finland (Noord-Samisch: Sámediggi; Inari-Samisch: Sämitigge; Skolt-Samisch: Sääʹmteʹǧǧ; Fins: Saamelaiskäräjät; Zweeds: Sametinget) is de wetgevende macht van de Samische bevolking in Finland. Het parlement wordt gesubsidieerd door de Finse regering. Het parlement is gevestigd in het culturele centrum Sajos in Inari. Anno 2025 is de voorzitter (president) Pirita Näkkäläjärvi.

## Geschiedenis
Na de Tweede Wereldoorlog zijn er twee comités geweest die betrekking hadden tot Samisch bestuur. Deze comités waren actief tussen 1949 en 1951 en tussen 1971 en 1973. Beide kwamen met het voorstel voor een vorm van onafhankelijk bestuur voor de Samische bevolking. Na aandringen van het tweede comité werden er proefverkiezingen georganiseerd onder de Samische bevolking. Van de 2.649 stemgerechtigden was de opkomst 72,6%. Er werden twintig gedelegeerden gekozen. In 1973 werd de Samische Delegatie bij decreet uitgeroepen. Door de Samische bevolking werd het destijds al een 'parlement' genoemd. Hierna waren er iedere paar jaar verkiezingen.
In 1995 hield de delegatie op te bestaan en nam het Samische Parlement het over, dat door de Finse regering was gelegaliseerd. Het Samische parlement telt 21 leden en vier plaatsvervangende leden. Er zijn iedere vier jaar verkiezingen.